# Reflejos arcaicos
Los reflejos arcaicos, también llamados reflejos primitivos o reflejos temporales de los recién nacidos, son responsables de la supervivencia en los primeros meses de la vida. El sistema nervioso central es el centro de control de todo el desarrollo (movimiento, aprendizaje y pensamiento). Los reflejos arcaicos inician su desarrollo en el momento de la concepción y siguen una secuencia regular y común para todos los seres humanos, a pesar de las diferencias culturales. Esta secuencia regular de los distintos estadios del desarrollo se identifica por patrones de movimiento, que acontecen en cada etapa del crecimiento y que se conocen como reflejos arcaicos.

## Valor adaptativo de los reflejos
Cada uno de los reflejos juega un papel necesario en el crecimiento del feto o del niño, y prepara el camino para el nuevo estadio. Los reflejos arcaicos son:
- Reflejos de supervivencia que ocurren de forma secuenciada en las primeras semanas del desarrollo fetal.[2]
- Movimientos automáticos estereotipados, dirigidos por una parte muy primitiva del cerebro. Un claro ejemplo es el reflejo de Moro.[3][4][5]
- Ejecutados sin la implicación de los niveles superiores del cerebro.[6]
- Idealmente tienen una vida corta y cuando su función se ha cumplido son reemplazados por estructuras más sofisticadas (reflejos posturales), las cuales se controlan por el córtex.
- Son retenidos si no han cumplido sus funciones.[7]
- Se consideran aberrantes y evidencian una inmadurez del sistema nervioso central si presentan persistencia, si la intensidad es anormal o asimétrica o si reaparecen.[8][9] Es el ejemplo del reflejo de Babinski.

Los reflejos varían en utilidad. Algunos reflejos poseen un valor de supervivencia (por ejemplo, el reflejo de enraizamiento, que ayuda a un lactante amamantado a encontrar el pezón de la madre). Los bebés muestran el reflejo del enraizamiento sólo cuando tienen hambre y son tocados por otra persona, no cuando se tocan. Hay algunos reflejos que probablemente ayudaron en la supervivencia de los bebés durante el pasado evolutivo humano (por ejemplo, el reflejo de Moro). Otros reflejos como la succión y el agarre ayudan a establecer una interacción gratificante entre padres e infantes. Pueden alentar a los padres a responder con amor y afecto, y a alimentar a sus hijos con más competencia. Además, ayuda a los padres a consolar a su bebé mientras que permite al bebé controlar la angustia y la cantidad de estimulación que reciben.

## Tipos de reflejo

### Reflejo de Moro

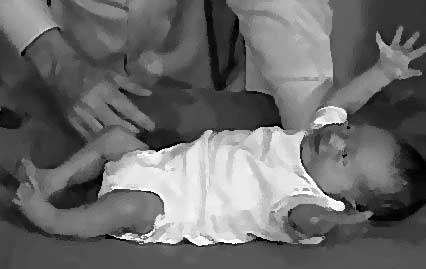
Reflejo de Moro.

A veces se denomina reacción de sobresalto, respuesta de sobresalto, reflejo de sobresalto o reflejo de abrazo. Comúnmente conocido como reflejo de Moro debido a su descubridor, el pediatra Ernst Moro, es un reflejo presente en el nacimiento, con picos en el primer mes de vida, y empieza a desaparecer alrededor de los dos meses de edad. Es probable que ocurra si la cabeza del bebé cambia repentinamente de posición, si la temperatura cambia bruscamente o si le sorprende un ruido repentino. Las piernas y la cabeza se extienden mientras los brazos se sacuden hacia arriba y hacia afuera, con las palmas hacia arriba y los pulgares flexionados. Poco después los brazos se juntan y las manos se clavan en puños, y el bebé llora en voz alta. El reflejo normalmente desaparece entre los tres y los cuatro meses de edad, aunque puede durar hasta seis meses. La ausencia bilateral del reflejo puede estar relacionada con el daño al sistema nervioso central del bebé, mientras que una ausencia unilateral podría significar una lesión debido al trauma del nacimiento (por ejemplo, una clavícula fracturada o una lesión en el plexo braquial). La parálisis de Erb o alguna otra forma de parálisis también está a veces presente en tales casos. En la historia evolutiva humana, el reflejo de Moro puede haber ayudado a los bebés a aferrarse a la madre mientras son llevados. Si el niño perdió el equilibrio, el reflejo hizo que el bebé abrazara a su madre y recuperara su dominio sobre el cuerpo de la madre.

### Reflejo de marcha automática

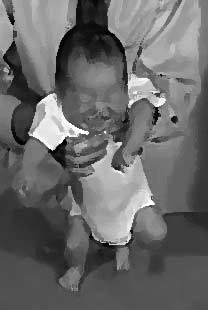
Reflejo de marcha.

El reflejo de caminar o de pisar está presente en el nacimiento, aunque los bebés no pueden apoyar su propio peso. Cuando las plantas de sus pies toquen una superficie plana, intentarán caminar colocando un pie delante del otro. Este reflejo desaparece a las seis semanas debido a una mayor proporción de peso de la pierna a la fuerza. Reaparece como un comportamiento voluntario alrededor de ocho meses a un año de edad.

### Reflejo de búsqueda

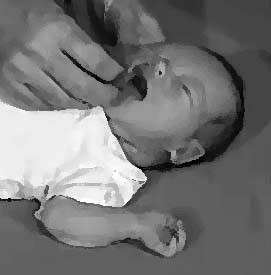
Reflejo de búsqueda.

El reflejo de enraizamiento está presente al nacer (edad de aparición 28 semanas) y desaparece alrededor de los cuatro meses de edad, ya que gradualmente se encuentra bajo control voluntario. El reflejo de enraizamiento ayuda en el acto de amamantar. Un recién nacido girará su cabeza hacia cualquier cosa que acaricie su mejilla o boca, buscando el objeto moviendo su cabeza en arcos decrecientes hasta que el objeto sea encontrado. Después de familiarizarse con la respuesta de esta manera (si es amamantado, aproximadamente tres semanas después del nacimiento), el niño se moverá directamente al objeto sin buscar.

### Reflejo de succión
El reflejo de succión es común a todos los mamíferos y está presente al nacer. Está vinculado con el reflejo del enraizamiento y la lactancia materna. Esto hace que el niño instintivamente chupe cualquier cosa que toque el techo de su boca, y simula la forma en que un niño naturalmente come. Hay dos etapas de la acción:
- Expresión: se activa cuando el pezón se coloca entre los labios de un niño y toca su paladar. Instintivamente lo presionarán entre su lengua y paladar para extraer la leche.
- Ordeño: la lengua se mueve de la areola al pezón, persuadiendo a la leche de la madre para ser tragada por el niño.

### Reflejo tónico del cuello asimétrico

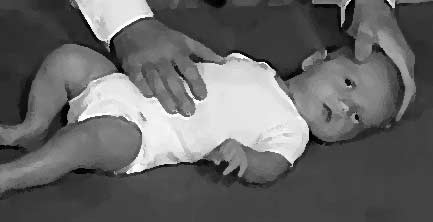
Reflejo tónico del cuello.

El reflejo asimétrico del cuello tónico, también conocido como 'esgrima postura', está presente en un mes de edad y desaparece en alrededor de cuatro meses. Cuando la cabeza del niño se gira hacia un lado, el brazo de ese lado se endereza y el brazo opuesto se doblará (a veces el movimiento será muy sutil o leve). Si el bebé no puede moverse de esta posición o el reflejo sigue siendo activado después de los seis meses de edad, el niño puede tener un trastorno de las neuronas motoras superiores. Según los investigadores, el reflejo tónico del cuello es un precursor de la coordinación mano-ojo del niño. También prepara al niño para alcanzarlo voluntariamente.

### Reflejo tónico del cuello simétrico
El reflejo tónico del cuello simétrico aparece normalmente y se desarrolla alrededor de 6-9 meses de edad y debe integrarse por alrededor de 12 meses. Cuando la cabeza del niño se flexiona hacia adelante, extendiendo la parte posterior del cuello, las extremidades superiores se contraen y las extremidades inferiores se extienden. Por el contrario, cuando la cabeza del niño se extiende hacia atrás, contrayendo la parte posterior del cuello, las extremidades superiores se extienden y las extremidades inferiores se contraen. Este reflejo es importante para ayudar a que un niño empuje hacia arriba sobre sus manos y rodillas, pero puede inhibir el avance hacia adelante o arrastrarse si no está bien integrado. Si este reflejo se retiene más allá de 2-3 años, puede resultar, directa o indirectamente, en una serie de retrasos en el desarrollo físico y neurológico.

### Reflejo de agarre palmar

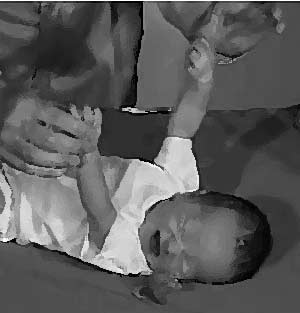
Reflejo de agarre.

El reflejo de agarre palmar aparece al nacer y persiste hasta los cinco o seis meses de edad. Cuando un objeto se coloca en la mano del niño y acaricia su palma, los dedos se cierran y lo agarran con un agarre palmar. Para observar mejor este reflejo, en una cama donde el niño pueda caer con seguridad sobre una almohada, ofrezca al niño dos dedos pequeños opuestos (como los dedos índice son típicamente demasiado grandes para que el bebé lo agarre) y levántelo gradualmente. El agarre de la misma puede ser capaz de soportar el peso del niño, también puede liberar su agarre de repente y sin previo aviso. El movimiento inverso se puede inducir acariciando la parte posterior o lateral de la mano.

### Reflejo plantar
Un reflejo plantar es un reflejo normal que implica la flexión plantar del pie, que mueve los dedos de los pies lejos de la espinilla y los enrolla hacia abajo. Un reflejo plantar anormal (también conocido como signo de Babinski) ocurre cuando se interrumpe el control de la neurona motora superior sobre el circuito del reflejo de flexión. Esto da lugar a una dorsiflexión del pie (ángulos del pie hacia la espinilla, rizos del dedo gordo hacia arriba). Esto también ocurre en los bebés bajo c. 1 año, debido a la baja mielinización de los tractos corticoespinal. A medida que estos tractos se desarrollan en forma adulta, el circuito de flexión-reflejo es inhibido por los insumos corticospinales descendentes, y se desarrolla el reflejo plantar normal. También conocido como el reflejo de Babinski, esto es un signo de anormalidad neurológica en adultos (por ejemplo, lesión de la neurona motora superior).

### Reflejo de Galant
El reflejo de Galant, también conocido como reflejo infantil de Galant, está presente en el nacimiento y se desvanece entre las edades de cuatro a seis meses. Cuando se acaricia la piel a lo largo del lado de la espalda de un bebé, el bebé se moverá hacia el lado que se acarició. Si el reflejo persiste después de los seis meses de edad, es un signo de patología. El reflejo lleva el nombre del neurólogo ruso Johann Susman Galant.

### Reflejo de natación
El reflejo de la natación implica colocar a un bebé boca abajo en una piscina de agua. El bebé comenzará a remar y patear en un movimiento de natación. El reflejo desaparece entre 4-6 meses. A pesar de que el bebé muestra una respuesta normal remando y pateando, colocarlos en agua puede ser un procedimiento muy arriesgado. Los bebés pueden tragar una gran cantidad de agua mientras realizan esta tarea, por lo tanto los cuidadores deben proceder con precaución. Es aconsejable posponer las lecciones de natación para los bebés hasta que tengan por lo menos tres meses de vida, porque los bebés sumergidos en el agua pueden morir de intoxicación por agua.

### Reflejo de Babkin
El reflejo de Babkin ocurre en recién nacidos, y describe diversas respuestas a la aplicación de presión a ambas palmas. Los bebés pueden mostrar flexión de la cabeza, rotación de la cabeza, apertura de la boca, o una combinación de estas respuestas. Los bebés prematuros más pequeños son más susceptibles al reflejo, con una ocurrencia observada en un niño de 26 semanas de gestación. Su nombre se debe al neurólogo ruso Petr Babkin.

### Reflejo paracaidista
Este reflejo ocurre en bebés ligeramente mayores cuando el niño se mantiene erguido y el cuerpo del bebé se gira rápidamente para hacer frente hacia adelante (como en la caída). El bebé extiende sus brazos hacia adelante como para romper una caída, aunque este reflejo aparece mucho antes de que el bebé camine(7-8 meses) y dura toda la vida.

## Reflejos primitivos probados en adultos
Como se mencionó en la introducción, cuando los reflejos primitivos no están siendo suprimidos adecuadamente, generalmente se los denomina signos de liberación frontal (aunque esto puede ser un nombre incorrecto). Además de los reflejos mencionados anteriormente, se incluyen el reflejo palmomental, el reflejo del hocico, el reflejo glabelar o el reflejo de la "palmadita".

## Reflejos primitivos en recién nacidos de alto riesgo
El término "recién nacidos de alto riesgo" se refiere a neonatos con una probabilidad significativa de mortalidad o morbilidad, especialmente en el primer mes de haber nacido. Los recién nacidos de alto riesgo a menudo muestran respuestas anormales de los reflejos primitivos, o carecen de una respuesta completa. El rendimiento de los reflejos primitivos en los recién nacidos de alto riesgo variará con frecuencia dependiendo del reflejo (p. Ej., El reflejo de Moro normal puede estar presente, mientras que el reflejo de marcha está ausente o anormal). El desempeño normal de los reflejos primitivos en los recién nacidos puede estar relacionado con una mayor probabilidad de tener mayores puntuaciones de Apgar, mayor peso al nacer, menor tiempo de hospitalización después del nacimiento y un mejor estado mental general.
En un estudio transversal reciente que evaluó los reflejos primitivos en 67 recién nacidos de alto riesgo, se utilizó un método de muestra para evaluar las respuestas de los reflejos de succión, Babinski y Moro. Los resultados del estudio mostraron que el reflejo de succión se realizó con mayor frecuencia (63,5%), seguido por el reflejo de Babinski (58,7%) y el reflejo de Moro (42,9%). El estudio concluyó que los recién nacidos de alto riesgo presentaban respuestas anormales periódicas y ausentes de reflejos primitivos, y que cada reflejo variaba en respuesta.
Sin embargo, con el advenimiento de métodos simples y eficaces como el método de Amiel Tison de evaluación neurológica, como predictor de sequel neurológico en neonatos de alto riesgo y los lactantes, la importancia de la evaluación de los reflejos primitivos está disminuyendo.